# Statusläran
Statusläran är ett begrepp inom retoriken. Enligt den klassiska retoriken fanns det fyra olika tillvägagångssätt att reda ut oenigheter på, vilket främst användes inom juridiska sammanhang enligt reglerna för genus judiciale. Statusläran blev först känd genom den retoriska boken Ad Herennium och därefter har den lärts ut i retorikundervisningen. Det finns inga vetenskapliga belägg på att boken var betydelsefull under antiken, men under medeltiden vet man att kristna kyrkofäder rekommenderat den i sin undervisning. I Ad Herennium beskrevs bara tre steg av statusläran eftersom man sammanfogat de två sista stegen. 
Denna lära har moderniserats i viss grad, men huvudstommen är densamma som under antiken. 

## Statuslärans fyra delar
Statusläran består av fyra olika delar. 
- Först Status coniecturalis som avser vad som är sant eller sannolikt, det vill säga om något faktiskt har hänt. I en rättslig procedur är detta själva kärnan i processen eftersom det är det som avgör hur fallet avslutas.
- Sedan Status definitionis vilken används för att definiera vad som har hänt. Exempelvis om en misstänkt mördare gjorde det av olyckshändelse, det vill säga vållande till annans död, eller om det faktiskt var ett medvetet mord.
- Tredje är Status qualitatis vilken visar på vilka kvaliteter som man borde se till, det vill säga omständigheter kring ämnet. Var den misstänka mördaren påverkad av droger? Var han tvingad till att utföra handlingen? Hade han psykiska sjukdomar? etc.
- Sista är Status translationis som frågar om det är rätt instans att bedöma frågan, exempelvis när ett fall går ifrån tingsrätt till hovrätt.

Dessa fyra steg blir en form av sannolikhetsprocess som har sin uppgift i att reda ut oenigheter, vilket är precis vad som sker i rättsliga sammanhang.

## Andra användningsområden
Andra författare har applicerat statusläran på icke-rättsliga kontexter, såsom vardaglig argumentation, till exempel Janne Lindqvist. Han ser möjligheterna i statusläran i exempelvis vardaglig argumentation, där det gäller att bevisa sannolikheten för var parts individuella motstridigheter . 
Ett exempel på detta är om man argumenterar med person angående tv-spelandets skadliga effekter.
En kan först hävda att motpartens argument är felaktiga eftersom den inte har några vetenskapliga och logiska förankringar (Status coniecturalis). 
Vidare kan man definiera vad skadliga effekter egentligen innebär i sammanhanget (Status definitionis). 
Om detta inte fungerar kan man exempelvis benämna  positiva egenskaper och omständigheter av tv-spelandet (Status Qualitatis). 
Sist kan man hävda att personen jag argumenterar mot inte har rätt till åsikt i sakfrågan eftersom han/hon inte är insatt i tv-spelandets värld (Status translationis).
Observera nu att det logiskt sett är omöjligt att säga emot något annat sätt än dessa fyra. Hur jag än invänder mot ett påstående vilket som helst så är det alltid fråga om någon av dessa kategorier .